# Valeriana tachirensis
Valeriana tachirensis är en kaprifolväxtart som beskrevs av N. Xena de Enrech. Valeriana tachirensis ingår i släktet vänderötter, och familjen kaprifolväxter. Inga underarter finns listade i Catalogue of Life.